# Láadan
Láadan is een kunsttaal, die in 1982 werd gebouwd door de Amerikaanse SF-schrijfster Suzette Haden Elgin.
Doel van de taal was aanvankelijk de Sapir-Whorfhypothese te testen, in het bijzonder om vast te stellen in hoeverre westerse natuurlijke talen geschikter zijn voor het uitdrukken van specifiek mannelijke gezichtspunten dan voor het uitdrukken van vrouwelijke.
De taal speelt tevens een rol in Elgins serie Native Tongue, waarin zij een toekomstige Amerikaanse samenleving beschrijft.